# Cneo Domicio Enobarbo (cónsul 162 a. C.)

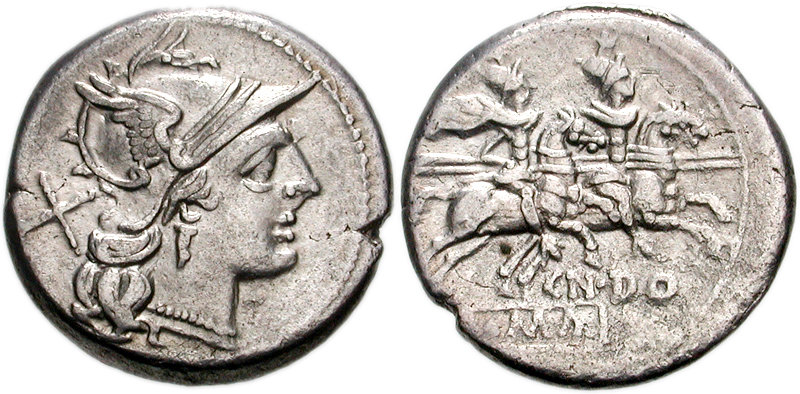
Denario de Cneo Domicio Enobarbo. Años 189-180 a. C.

Cneo o Gneo Domicio Enobarbo (en latín, Gnaeus Domitius Cn. f. L. n. Ahenobarbus) fue un político y militar romano que ocupó el consulado sufecto en el año 162 a. C.

## Familia y carrera
Hijo de Cneo Domicio Enobarbo, que fuera cónsul en 192 a. C., fue elegido pontifex en 172 a. C. a edad muy temprana, y en 169 a. C. fue enviado como miembro de una delegación al Reino de Macedonia.
En 167 a. C. formó parte de la comisión de diez miembros dedicada a gestionar los asuntos de Macedonia junto con Lucio Emilio Paulo Macedónico. En 162 a. C., después de que los cónsules electos abdicaran por algún error en los auspicios en su elección, fue elegido cónsul en su lugar junto con Publio Cornelio Léntulo.

## Descendencia
Fue el padre de Cneo Domicio Enobarbo, quien fue cónsul en 122 a. C.